# Antibothrus morimotoi
Antibothrus morimotoi – gatunek chrząszcza z rodziny wydolakowatych.
Ciało długości od 2,25 do 2,5 mm i szerokości od 0,73 do 0,75 mm, walcowate, nieco spłaszczone, jednolicie rudobrązowe, prawie gładkie. Stosunkowo duża głowa wyposażona jest w silnie na boki wystające oczy i 11-członowe czułki, których pierwszy człon jest przysadzisty, drugi mały i rozszerzony, a przedostatni silnie rozszerzony wierzchołkowo. Podłużna bruzda wzdłuż linii środkowej sześciokątnego w obrysie przedplecza jest słabo widoczna. Pokrywy o krótko zaokrąglonym wierzchołku; na ich powierzchni po trzy podłużne żeberka, a pomiędzy nimi słabe, żeberkowate wyniosłości.
Chrząszcz znany tylko z prefektury Mie w Japonii.